# Карла (певица)
Карла Жорж (фр. Carla Georges; род. 21 апреля 2003 года), выступающая под мононимом Карла, — молодая французская певица.

## Биография
В 2014 году Карла победила в первом сезоне французской версии телешоу «Голос. Дети», выходившем осенью на телеканале TF1.
Наставница Карлы на «Голосе. Дети» Дженифер была против того, чтобы та выпускала альбом, и на следующий день после победы девочка (которой на тот момент было только 11 лет) пообещала: «Я ещё слишком молода, я подожду несколько лет».
В 2015 году Карла вернулась на сцену в качестве участницы детской музыкальной группы Kids United. Их первый сингл, «On écrit sur les murs», стал огромным хитом, первый альбом тоже быстро разошёлся в сотнях тысяч экземпляров и к настоящему времени имеет бриллиантовую сертификацию по продажам от французского Национального синдиката звукозаписи.
Несмотря на успех коллектива, в марте следующего, 2016 года Карла объявила в социальных сетях, что уходит оттуда, чтобы сосредоточиться на своих личных проектах. (Позднее она признавалась, что ушла, так как работа в группе её очень утомляла.)
В итоге первой сольной работы пришлось ждать полтора года.
Первый сингл Карлы, озаглавленный «Le meilleur des 2», являл собой франкоязычную адаптацию песни-заставки из сериала «Ханна Монтана», которую в оригинале исполняла Майли Сайрус. Cингл вышел 4 октября 2017 года, а 27 октября последовал и весь дебютный сольный альбом, на котором публике были представлены франкоязычные каверы на известные песни из продукции компании Уолта Диснея.

## Дискография

### Альбомы
| Альбом                                                                                                | Чарты |
| Альбом                                                                                                | FRA   |
| --- | ----- |
| Carla - Дата выхода: 27 октября 2017 года - Лейбл: Mercury Music Group / MHM (Universal Music France) | 124   |

### Синглы
| Название             | Год  | Чарты | Альбом |
| Название             | Год  | FRA   | Альбом |
| -------------------- | ---- | ----- | ------ |
| «Le meilleur des 2»* | 2017 | —     | Carla  |
| «Des ailes»**        | 2017 | —     | Carla  |
| «Double mise»***     | 2018 | —     | Carla  |

*Французская адаптация песни «The Best of Both Worlds»
** Французская адаптация песни «Alas»
*** Французская адаптация песни «Bet on It»